# Тюн (буква)
Տ, տ (арм. տյունо файле тьюн, в кл. орф. տիւն, з.-арм. дюн) — тридцать первая буква армянского алфавита. Создал Месроп Маштоц в 405—406 годах.

## Использование
В восточноармянском языке обозначает звук [t], а в западноармянском — [d]. Числовое значение в армянской системе счисления — 4000.
Использовалась в курдском алфавите на основе армянского письма (1921—1928) для обозначения звука [d].
В системах романизации армянского письма передаётся как t (ISO 9985, BGN/PCGN, ALA-LC для восточноармянского), d (ALA-LC для западноармянского). В восточноармянском шрифте Брайля букве соответствует символ ⠞ (U+281E), а в западноармянском — ⠙ (U+2819).

## Кодировка
И заглавная, и строчная формы буквы тюн включены в стандарт Юникод начиная с версии 1.0.0 в блоке «Армянское письмо» (англ. Armenian) под шестнадцатеричными кодами U+054F и U+057F соответственно.

## Галерея

Округлый еркатагир
Прямолинейный еркатагир
Болоргир
Нотргир
Шхагир